# 三井住友トラストグループ
三井住友トラストグループ株式会社（みついすみともトラストグループ、英: Sumitomo Mitsui Trust Group, Inc.）は東京都千代田区丸の内に本社を置き、大手信託銀行の三井住友信託銀行を傘下に置く銀行持株会社である。
上場銘柄としての略称は三井住友トラ。日経平均株価およびTOPIX Large70、JPX日経インデックス400の構成銘柄の一つ。

## 概説
2011年4月1日、中央三井トラスト・ホールディングス（中央三井トラストHD）と住友信託銀行の経営統合により発足した（下記参照）。
三井グループに加盟している。住友グループについては持株会社としては加盟しておらず、傘下の三井住友信託銀行が加盟している。
なお、同じく「三井住友」の名を冠するメガバンクの三井住友銀行（SMBC）及び親会社の三井住友フィナンシャルグループ（SMFG）との直接的な資本関係はなく、互いに独立した企業グループである。

## 沿革
参照：
- 2011年4月1日 - 住友信託銀行との経営統合[8][広報 3]。

1. 中央三井トラストHDを完全親会社、住友信託銀行を完全子会社とする株式交換を実施。
2. 中央三井トラストHDは、三井住友トラスト・ホールディングス株式会社（英: Sumitomo Mitsui Trust Holdings, Inc.）に改称。
3. 三井住友トラストHDの本店を、東京都千代田区丸の内1丁目のグラントウキョウサウスタワーに置く。

- 2011年12月14日 - 英国の資産運用のNewSmith LLPと資本業務提携[9]。
- 2012年4月1日 - 三井トラスト・グループ各社と、住友信託銀行グループ各社の統合及び「三井住友トラスト」を冠した商号への統一化を実施[広報 4]。

1. 住友信託銀行が中央三井信託銀行、中央三井アセット信託銀行を吸収合併のうえ、三井住友信託銀行に改称[10][11]。
2. 住信アセットマネジメントが中央三井アセットマネジメントを吸収合併のうえ、三井住友トラスト・アセットマネジメントに改称[12]。

- 2012年4月2日 - 連結子会社の三井住友信託銀行がJBISホールディングス[注 1]より、証券代行業の日本証券代行の株式85.1％を約10億円で取得[13]。
- 2012年5月20日 - 英国の大手オルタナティブ運用のMan Group plcと資本業務提携[広報 5]。
- 2012年11月21日 - 連結子会社の三井住友信託銀行が大手証券会社の大和証券グループ本社より、欧州のファンド管理会社2社[注 2]の全株式を約30億円で取得[14]。
- 2013年3月14日 - 公的資金約2000億円の完済完了[15]。
- 2013年4月3日 - 連結子会社の三井住友信託銀行がビジネクストの保有分全株式（40.0％）を、共同出資先のアイフルに売却[16]。
- 2014年7月 - 連結子会社の三井住友信託銀行がタイ法人として、Sumitomo Mitsui Bank (Thai) PCLを設立[17]。
- 2014年10月29日 - 連結子会社の三井住友信託銀行が日本最大の地銀の横浜銀行と業務提携。両銀行は共同で、投資運用サービスのスカイオーシャン・アセットマネジメントを設立[18]。
- 2014年12月1日 - 連結子会社の三井住友信託銀行がフランスの大手総合金融サービスのCredit Agricole S.A.と共同で、海運業界向けファイナンスサービスのSea Bridge Finance Limitedを設立[広報 6]。
- 2015年3月2日 - 連結子会社の三井住友信託銀行が独立系資産運用のみさき投信と資本業務提携[19]。
- 2015年3月31日 - 連結子会社の三井住友信託銀行が米国の大手金融グループのCitigroup Inc.より、シティカードジャパンを400億円強で買収すると発表した[20][21]。
- 2015年10月5日 - 連結子会社の三井住友信託銀行がゆうちょ銀行、野村ホールディングスと共同で、個人向け資産運用の準備会社[注 3]を設立[22]。
- 2015年12月14日 - シティカードジャパンの買収が完了。シティカードジャパンは、三井住友トラストクラブに改称[23]。
- 2016年6月3日 - 連結子会社の三井住友信託銀行が首都圏大手の地銀グループの東京TYフィナンシャルグループ（現：東京きらぼしフィナンシャルグループ）と資本業務提携[24][25]。
- 2016年6月16日 - 連結子会社の三井住友信託銀行と三井住友トラスト・パナソニックファイナンスが大手総合商社の丸紅より、北米貨物リースのMarubeni Rail Transport Inc.の株式50.0％を取得[26]。
- 2016年9月1日 - トップリート投資法人（三井住友信託銀行系）が、野村不動産マスターファンド投資法人（野村不動産系）に合併[27]。
- 2017年6月29日 - 指名委員会等設置会社に移行[28]。
- 2018年9月28日 - 連結子会社の三井住友信託銀行が中小企業向け事業承継コンサルの経営承継支援と資本業務提携[29]。
- 2018年10月1日 - 連結子会社の三井住友トラスト・アセットマネジメントが、三井住友信託銀行の資産運用事業を吸収[30]。
- 2018年10月1日 - 連結子会社の日本トラスティ・サービス信託銀行と資産管理サービス信託銀行（みずほフィナンシャルグループ系）が共同持株会社として、JTCホールディングスを設立[31][32]。
- 2019年6月7日 - スイス最大の金融グループのUBS Group AGと資本業務提携[33]。
- 2019年7月1日 - 連結子会社の三井住友信託銀行より、日興アセットマネジメントの全株式を取得。
- 2020年7月27日 - 日本トラスティ・サービス信託銀行がJTCホールディングスと、資産管理サービスを吸収合併のうえ、日本カストディ銀行に改称[34]。
- 2024年9月5日 - 翌2025年9月1日をめどに、連結子会社の日興アセットマネジメントがアモーヴァ・アセットマネジメントに改称すると発表[35][36]。
- 2024年10月1日 - 旧商号の三井住友トラスト・ホールディングスから、三井住友トラストグループ株式会社に変更[37]。
- 2025年1月1日 - 連結子会社の三井住友信託銀行が東京証券代行と、日本証券代行を吸収合併[38]。
- 2025年4月1日 - 同年10月1日をめどに、連結子会社の三井住友トラスト・カードが初代三井住友トラストクラブを吸収合併のうえ、2代目三井住友トラストクラブに改称すると発表[39]。
- 2025年4月1日 - 連結子会社の三井住友信託銀行がL&Fアセットファイナンス（旧三井住友トラスト・ローン&ファイナンス）の株式85.0％を、コンコルディア・フィナンシャルグループに売却[40][41]。
- 2025年4月22日 - 連結子会社の三井住友信託銀行と三井住友トラスト・パナソニックファイナンスが、Marubeni SuMit Rail Transport Inc.（旧Marubeni Rail Transport Inc.）の保有分全株式を売却すると発表[注 4][広報 7]。

## 歴代社長
|       | 氏名        | 在任期間              | 出身校             |
| ----- | ----------- | --------------------- | ------------------ |
| 初0代 | 田辺 和夫   | 2011年4月 - 2012年3月 | 東京大学経済学部   |
| 第2代 | 北村 邦太郎 | 2012年4月 - 2017年3月 | 慶應義塾大学商学部 |
| 第3代 | 大久保 哲夫 | 2017年4月 - 2021年3月 | 東京大学法学部     |
| 第4代 | 高倉 透     | 2021年4月 - 現職      | 東京大学法学部     |

## 関係会社
参照：、その他各社HP。太字：主要子会社

### 信託銀行
三井住友信託銀行株式会社（三井住友トラストグループ 100.0%）- グループの中核、大手信託銀行。
【個人事業】
| - 三井住友トラスト保証株式会社（三井住友信託銀行 100.0%）- 住宅ローン、カードローン等の保証業務 - 三井住友トラスト・ライフパートナーズ株式会社（三井住友信託銀行 100.0%）- 損害保険代理業、生命保険代理業 - 住信SBIネット銀行株式会社【東証スタンダード・7163】（三井住友信託銀行 34.2%、SBIホールディングス 34.2%）- ネット銀行 |  | - 三井住友トラストクラブ株式会社（三井住友信託銀行 100.0%）- クレジットカードサービス - 三井住友トラスト・ウェルスパートナーズ株式会社（三井住友信託銀行 100.0%）- 資産・事業承継を対象としたコンサルファーム - カーディフ生命保険株式会社（三井住友信託銀行 20.0%、BNP Paribas S.A. 70.0%、住友生命保険 5.0%）- 住宅ローン契約者向け生命保険業 |

【法人事業】
- 三井住友トラスト・パナソニックファイナンス株式会社（「SMPF」、三井住友信託銀行 84.9%、パナソニックホールディングス 15.1%）- 総合金融サービス

| - 日本機械リース販売株式会社（SMPF 100.0%）- 中古機器の買取販売業務 - Sumitomo Mitsui Trust Leasing (Singapore) Pte. Ltd.（SMPF 100.0%）- SMPFのアジア地域の営業拠点 |  | - BIDV-SuMi TRUST Leasing Co., Ltd.（SMPF 49.0%、ベトナム投資開発銀行 50.0%）- ベトナムでの設備投資のサポート業務等 |

| - 三井住友トラストTAソリューション株式会社（三井住友信託銀行 100.0%）- 金融系Sler - Sumitomo Mitsui Trust Bank (Thai) PCL（三井住友信託銀行 99.9%）- タイでの銀行業 - 紫金信託有限責任公司（三井住友信託銀行 20.0%）- 中国江蘇省を中心とした信託業 - L&Fアセットファイナンス株式会社（三井住友信託銀行 15.0%、コンコルディア・フィナンシャルグループ 85.0%）- 不動産担保の総合金融サービス。旧三井住友トラスト・ローン&ファイナンス。 |  | - ジェイ・ユーラス・アイアール株式会社（三井住友信託銀行 100.0%）- 上場企業へのIR、コーポレート・ガバナンスのコンサルファーム - 三住信諮詢（北京）有限公司（三井住友信託銀行 100.0%）- 中国のコンサルファーム - 日本株主データサービス株式会社（三井住友信託銀行 50.0%、みずほ信託銀行 50.0%）- 金融系Sler - MFA株式会社（三井住友信託銀行 36.0%、経営共創基盤 20.0%、CDIヒューマン・キャピタル 20.0%）- フィデューシャリー・エージェント |

【投資家事業】
| - 三井住友トラスト・インベストメント株式会社（三井住友信託銀行 100.0%）- PEファンドの運営等 - 日本ペンション・オペレーション・サービス株式会社（三井住友信託銀行 50.0%、みずほ信託銀行 50.0%）- DB制度の加入者管理・給付の事務処理等 - Sumitomo Mitsui Trust Bank (U.S.A.) Ltd.（三井住友信託銀行 100.0%）- グローバル・カストディ業務の中核拠点 |  | - 三井住友トラスト不動産投資顧問株式会社（三井住友信託銀行 100.0%）- 不動産投資顧問業 - 三井住友信託（香港）有限公司（三井住友信託銀行 100.0%）- 香港での証券投資、投資助言 - Sumitomo Mitsui Trust Bank (Luxembourg) S.A.（三井住友信託銀行 100.0%）- 三井住友銀行の欧州窓口業務 - Sumitomo Mitsui Trust (Ireland) Ltd.（三井住友信託銀行 100.0%）- 外国籍ファンドの管理業務 |

【運用ビジネス】
| - スカイオーシャン・アセットマネジメント株式会社（三井住友信託銀行 21.0%、横浜銀行 34.0%）- 資産運用サービス |  | - JP投信株式会社（三井住友信託銀行 30.0%、ゆうちょ銀行 45.0%、野村ホールディングス 20.0%）- 資産運用サービス |

【不動産】
| - 三井住友トラスト不動産株式会社（三井住友信託銀行 100.0%）- 不動産流通業 |  | - 三井物産ロジスティクス・パートナーズ株式会社（三井住友信託銀行 20.0%、三井物産 70.0%、ケネディクス 10.0%）- 日本ロジスティクスファンド投資法人の運用 |

【コーポレート機能】
| - エイチアールワン株式会社（パナソニックホールディングス、三菱商事、花王との共同出資）- シェアードサービス - 三井住友トラスト・ビジネスサービス株式会社（三井住友信託銀行 100.0%）- 事務受託業務、人材派遣業 - 三井住友トラスト・システム&サービス株式会社（三井住友信託銀行 100.0%）- ユーザー系Sler |  | - 三井住友トラスト総合サービス株式会社（三井住友信託銀行 100.0%）- 三井住友信託銀行の施設管理、事務受託等 - 三井住友トラスト・キャリアパートナーズ株式会社（三井住友信託銀行 100.0%）- シェアードサービス、人材キャリア開発業務 |

株式会社日本カストディ銀行（三井住友トラストグループ 33.3%、みずほフィナンシャルグループ 27.0%、りそな銀行 16.7%）- 大手資産管理銀行

### 証券業
UBS SuMi TRUSTウェルス・マネジメント株式会社（三井住友トラストグループ 49.0%、UBS証券 51.0%）- ウェルス・マネジメント事業に特化した証券業

### 資産運用
三井住友トラスト・アセットマネジメント株式会社（三井住友トラストグループ 100.0%）- 資産運用サービス、投資運用等
日興アセットマネジメント株式会社（「日興AM」、三井住友トラストグループ 100.0%）- グローバル・アセットマネジメントサービス
【日本】
- 日本インスティテューショナル証券株式会社（日興AM 100.0%）- 証券業

【APAC】
- Nikko Asset Management International Ltd.（「Nikko AM-IL」、日興AM 100.0%）- 一部子会社の統括

| - 日興資産管理香港有限公司（Nikko AM-IL 100.0%）- 香港法人 - Nikko Asset Management NZ Ltd.（Nikko AM-IL 100.0%）- ニュージーランド法人 |  | - Nikko Asset Management Asia Ltd.（Nikko AM-IL 100.0&）- シンガポール法人 - Tikehau Amova Investment Management Pte. Ltd（Tikehau Capitalとの共同出資）- アジアでのプライベート・アセット投資の推進 |

| - 融通基金管理有限公司（日興AM 40.0%）- 深圳市法人 - AHAM Asset Management Berhad（日興AM 25.0％）- マレーシア法人 |  | - Yarra Capital Management Ltd.（日興AM 20.0%）- オーストラリア法人 |

【EMEA】
| - Nikko AM Global Holdings Ltd.（日興AM 100.0％）- EMEA事業の統括 - Nikko Asset Management Europe Ltd.（Nikko AM Global 100.0%）- 英国法人 |  | - Nikko Asset Management Luxembourg S.A.（日興AM 100.0％）- ルクセンブルク法人 |

【北米】
- Nikko AM Americas Holdings Inc.（日興AM 100.0％）- 北米事業の統括

| - Nikko Asset Management Americas, Inc.（Nikko AM Americas HD 100.0%）- 米国法人 |  | - NAMA Investment Partners Inc.（Nikko AM Americas HD 100.0%）- 米国法人 |

### シンクタンク
株式会社三井住友トラスト基礎研究所（三井住友トラストグループ 100.0%）- 不動産専門のシンクタンク
株式会社投信・保険ビジネス総合研究所（三井住友トラストグループ 88.0%）- 投資信託、保険商品のシンクタンク
Trust Base株式会社（三井住友トラストグループ 100.0%）- DX推進

## 親密行
- きらぼし銀行 - 前身の旧八千代銀行の旧国民銀行買収に際して注入された公的資金を住友信託銀行が譲受する形で完済しており、東京きらぼしフィナンシャルグループの優先株式を引き受けるなど親密である。旧東京都民銀行が日本興業銀行の支援で設立された経緯からみずほ銀行系列でもある。

## 不祥事
- 2012年5月29日、連結子会社の旧中央三井アセット信託銀行でインサイダー取引があったとして、証券取引等監視委員会（「監視委」）からの課徴金納付命令の勧告を受ける[42]。
  - 同年6月8日、第三者委員会は上記インサイダー取引の問題について、「三井住友トラストHDと、同社取引先の野村證券との『過剰接待』[注 5]が背景にあった」ことを要因とした[43][44]。
  - 三井住友トラストHDはこれらを受けて、（1）社内処分（①常陰均会長（当時）など役員22名の減俸処分と、②旧中央三井アセット信託銀行で運用担当に当たっていた当時の社員2名を懲戒解雇とするもの）と、（2）野村證券を含む各証券会社の営業担当者との接触を原則として禁止することを発表した。
- 2021年11月2日、連結子会社の三井住友信託銀行の元行員（30代男性）が詐欺容疑で逮捕[注 6][45][広報 8]。
  - 2020年12月9日、元行員の男が過去在籍していた営業店で複数の顧客に対し、架空のキャンペーンを持ち掛けるなどして資金を着服していたことが発覚。元行員の男は管理職の立場にあったが、同月付で懲戒解雇となった[広報 9]。
- 2024年11月1日、連結子会社の三井住友信託銀行の元部長級社員（「元社員」、同日付で懲戒解雇）のインサイダー取引疑惑が浮上[46]。同年11月12日には、三井住友トラストグループが調査委員会（「調査委」）を設置した[47]。
  - 2025年2月6日、監査委が金融商品取引法違反容疑で、上元社員の関係先を強制調査[48]。
  - 同年3月24日、監査委は金融商品取引法違反容疑で、元社員を東京地検特捜部に刑事告発[49]。
  - 同年5月1日、東京地検特捜部は金融商品取引法違反容疑で、元社員を在宅起訴[50]。調査委は、元社員が三井住友信託銀行の証券代行営業第二部[注 7]の部長であったことを公表[51]。

### 注
1. ↑  2013年1月1日、日本電子計算に合併され解散。参考：日本電子計算(株)「合併公告」『官報』平成24年本紙、第5934号、2012年11月26日、28頁、国立印刷局。
2. ↑  Daiwa Securities Trust & Banking (Europe) PLC（英国）、Daiwa Securities Trust Europe Limited（アイルランド）
3. ↑  2015年11月9日に旧商号のSNJ準備から、JP投信に変更。2016年2月18日より営業開始。
4. ↑  2025年4月18日に、株式譲受者と株式譲渡契約を締結した。株式譲渡の時期は未定であり（同年4月22日時点）、株式譲受者の詳細等については契約上の理由から非開示。
5. ↑  約1年間で少なくとも39回、合計で約89万円分の接待を受けたケースもあった。
6. ↑  被害総額は約3億7000万円（2021年11月末時点）
7. ↑  顧客企業の株主名簿の管理業務などを担当する

#### 広報
1. ↑  「当グループの沿革」「三井住友トラストグループ100年史　年表」、三井住友トラストグループ、2025年5月23日閲覧。
2. 1 2  三井住友トラスト・ホールディングス『2024年3月期 有価証券報告書』、2024年6月21日（2025年5月6日閲覧）。
3. ↑  「中央三井トラスト・グループと住友信託銀行グループの経営統合に関する最終合意等について　～専門性と総合力を併せ持つ「The Trust Bank」の創設に向けて～」、中央三井トラスト・ホールディングス、住友信託銀行（二社連名）、2010年8月24日。
4. ↑  「子会社の商号変更に関するお知らせ」、三井住友トラスト・ホールディングス、2012年1月17日。
5. ↑  「Man Group plcによるFRM Holdings Limited買収に伴う、Man Groupとの提携及び出資に関するお知らせ」、三井住友トラスト・ホールディングス、2012年5月21日。
6. ↑  「海運業界向けファイナンスを行うジョイントベンチャー設立について」、三井住友信託銀行、2014年12月8日。
7. ↑  「子会社による北米貨物リース事業に係る株式譲渡契約締結について」、三井住友トラストグループ、2025年4月22日。
8. ↑  「元社員の不祥事件に関する調査状況等のお知らせ」、三井住友トラスト・ホールディングス、三井住友信託銀行（二社連名）、2021年11月2日。
9. ↑  「元社員による不祥事件の発生について」、三井住友信託銀行、2021年1月22日。

#### 第三者による情報
1. ↑  コーポレートガバナンス - 三井住友トラストグループ株式会社
2. ↑  構成銘柄一覧：日経平均株価 Nikkei Inc. 2021年10月8日閲覧。
3. ↑  「TOPIXニューインデックスシリーズ」の定期選定結果及び構成銘柄一覧 (PDF)  jpx.co.jp 2020年10月7日公表 2021年10月8日閲覧。
4. ↑  “構成銘柄一覧 JPX日経インデックス400”. 日経平均プロフィル. 2025年2月24日閲覧。
5. ↑  “綱町三井倶楽部でのご婚礼ご利用案内”. 綱町三井倶楽部ウエディングサイト. 2025年8月5日閲覧。
6. ↑  “住友グループ各社のご案内”. 住友グループ広報委員会. 2025年8月5日閲覧。
7. ↑  田上 貴大 (2021年10月29日). “三井住友信託、メガ銀の傘下入りを拒絶し信託同士の統合を選んだ苦節10年の軌跡”. DIAMOND online.  ダイヤモンド社. 2021年11月13日閲覧。
8. ↑  「規模の力で難局打開　住友信託・中央三井、統合発表」『朝日新聞』朝日新聞社、2009年11月7日、朝刊。
9. ↑  “三井住友トラスト、英運用会社と提携　42億円出資”.  日本経済新聞社 (2011年12月14日). 2011年12月29日閲覧。
10. ↑  “銀行の合併について”.  金融庁 (2012年4月1日). 2012年4月4日閲覧。
11. ↑  “3行合併、三井住友信託銀行が発足”. 日テレNEWS NNN.  日本テレビ放送網 (2012年4月1日). 2012年4月4日閲覧。
12. ↑  住信アセットマネジメント(株)「合併公告」『官報』平成24年本紙第5379号、国立印刷局、2012年2月15日、28頁。
13. ↑  “住友信託、証券代行会社を買収”.   日本経済新聞社 (2012年1月31日). 2012年2月7日閲覧。
14. ↑  “大和の欧州ファンド管理2社、三井住友信託が買収”.   日本経済新聞社 (2012年6月28日). 2012年7月9日閲覧。
15. ↑  “三井住友トラスト、公的資金完済”.   日本経済新聞社 (2013年3月14日). 2013年3月23日閲覧。
16. ↑  “三井住友信託とアイフル、合弁を解消　事業者向け金融”.   日本経済新聞社 (2013年3月29日). 2013年4月7日閲覧。
17. ↑  金野 和子 (2014年6月16日). “三井住友信託銀行、タイに子会社として現地法人（銀行）を設立”.  マイナビニュース. 2014年6月29日閲覧。
18. ↑  福田 淳 (2014年9月3日). “横浜銀と三井住友信託が投信分野で共闘”.  東洋経済新報社. 2014年9月17日閲覧。
19. ↑  江本 恵美; 安藤 律子 (2015年3月2日). “三井住友信託銀がみさき投信と業務資本提携、対話型投資に広がり”.  ロイター通信. 2015年3月9日閲覧。
20. ↑  福田 淳 (2015年4月2日). “三井住友信託、「シティカード買収」の狙い”.   東洋経済新報社. 2015年4月3日閲覧。
21. ↑  “三井住友トラストHD（8309）、シティカードジャパンの株式を取得”.  日本M&Aセンター (2015年3月31日). 2015年4月1日閲覧。
22. ↑  「ゆうちょ銀、三井住友信託銀、野村HDが個人向け資産運用会社」『産経新聞』産経新聞社、2015年7月22日、夕刊。
23. ↑  “三井住友トラストクラブ株式会社の情報”.  国税庁 (2018年4月17日). 2018年5月11日閲覧。
24. ↑  「三井住友信託銀が東京TYとの資本・業務提携を拡大　150億円を出資」『産経新聞』産経新聞社、2016年6月3日、夕刊。
25. ↑  「三井住友信託銀、東京TYFGに150億円追加出資」『日刊工業新聞』日刊工業新聞社、2016年6月6日、朝刊。
26. ↑  “丸紅 / 北米貨物リース事業に係る株式譲渡完了”.   物流ニュース (2016年6月16日). 2016年7月19日閲覧。
27. ↑  “野村不動産系REIT、三井住友信託銀系と合併発表”.   日本経済新聞社 (2016年5月26日). 2016年9月1日閲覧。
28. ↑  “三井住友トラスト、委員会設置会社に　トップ交代で体制も刷新”.   ロイター通信 (2017年2月14日). 2017年3月15日閲覧。
29. ↑  「三井住友信託、中小の事業承継コンサルで経営承継支援に出資」『日刊工業新聞』日刊工業新聞社、2018年10月5日、夕刊。
30. ↑  三井住友トラスト・アセットマネジメント(株)「吸収分割公告」『官報』平成30年本紙第7315号、国立印刷局、2018年7月30日、30頁。
31. ↑  “銀行持株会社の設立認可について”.   金融庁 (2018年9月28日). 2018年10月1日閲覧。
32. ↑  中澤 彩奈 (2018年3月29日). “みずほFGら、資産管理銀を経営統合　10月に新会社「JCBホールディングス」設立”.  ITmedia. 2018年10月1日閲覧。
33. ↑  秋原 ゆき (2019年6月7日). “三井住友トラストとUBS、日本で富裕層向け資産運用会社設立へ”.   Bloomberg. 2019年6月30日閲覧。
34. ↑  “「日本カストディ銀行」7月に業務開始　合併前倒し”.   日本経済新聞社 (2020年1月31日). 2020年2月4日閲覧。
35. ↑  “「アモーヴァ・アセットマネジメント」に社名変更へ＝2025年9月1日に - 日興アセット”.  時事通信社 (2024年9月5日). 2024年9月21日閲覧。
36. ↑  “日興AM、アモーヴァ・アセットマネジメントに社名変更”.   日本経済新聞社 (2024年9月5日). 2024年9月21日閲覧。
37. ↑  “三井住友トラストHD　最終益は発足後最大の減益幅”. テレ朝ニュース.  テレビ朝日 (2024年5月15日). 2024年10月1日閲覧。
38. ↑  “三井住友信託銀行、子会社の東京証券代行と日本証券代行を吸収合併へ”.   日本M&Aセンター (2024年7月30日). 2025年1月1日閲覧。
39. ↑  時事通信 経済部 (2025年4月1日). “三井住友信託、カード2子会社統合”. 時事ドットコムニュース.  時事通信社. 2025年4月13日閲覧。
40. ↑  “コンコルディアFG、三井住友信託銀のローン会社買収　547億円、来年4月”. 時事ドットコムニュース.   時事通信社 (2024年11月14日). 2025年5月1日閲覧。
41. ↑  内田 慎一 (2024年11月14日). “コンコルディアFG、三井住友信託からローン会社買収　547億円”.   ロイター通信. 2025年5月1日閲覧。
42. ↑  「三井住友トラスト、インサイダーで勧告」『日刊工業新聞』日刊工業新聞社、2012年5月30日、朝刊。
43. ↑  “三井住友トラスト、インサイダーで2人解雇”. 日テレNEWS NNN.   日本テレビ放送網 (2012年6月8日). 2012年6月9日閲覧。
44. ↑  谷口 崇子 (2012年6月8日). “三井住友TH：過剰接待が表面化、報酬カット - インサイダー調査委”.   Bloomberg. 2012年6月9日閲覧。
45. ↑  沢 和世 (2021年11月2日). “三井住友TH：三井住友信託の元行員が詐欺罪の容疑で2日逮捕”.   Bloomberg. 2021年11月2日閲覧。
46. ↑  「三井住友信託銀の元部長級社員、不正取引で3000万円利益か … インサイダー取引で監視委が強制調査」『讀賣新聞』読売新聞東京本社、2025年2月6日、朝刊。
47. ↑  “三井住友信託銀行 社員にインサイダー疑い 親会社が調査委設置”.  NHK (2024年11月12日). 2024年11月12日閲覧。
48. ↑  「三井住友信託銀元社員を強制調査　インサイダー取引の疑いで監視委」『朝日新聞』朝日新聞社、2025年2月6日、夕刊。
49. ↑  “三井住友信託銀行の元部長 インサイダー取引の疑いで刑事告発”.   NHK (2025年3月24日). 2025年3月24日閲覧。
50. ↑  “三井住友信託銀行 社長ら報酬減額処分 元社員インサイダー受け”.   NHK (2025年5月1日). 2025年5月1日閲覧。
51. ↑  「三井住友信託銀が社長処分　インサイダー事件で元社員在宅起訴　3カ月分30%の報酬減」『産経新聞』産経新聞、2025年5月1日、夕刊。